# Кренархеоты
Кренархео́ты (лат. Crenarchaeota, от др.-греч. κρήνη — ручей, ἀρχαῖος — древний) — тип в составе домена архей, включающий единственный класс Thermoprotei Reysenbach 2002. Тип выделен на основании анализа последовательностей 16S рРНК.

## Описание
Кренархеоты — морфологически разнородная группа. Клетки кокковидной, палочковидной, дискообразной, нитевидной форм. Размеры клеток варьируют от кокков диаметром меньше микрометра (мкм) до филаментов длиной более 100 мкм.
Клеточный цикл у исследованных кренархеот устроен одинаково: период до удвоения ДНК (пререпликативный) короткий, а после удвоения (пострепликативный) — длинный, на него приходится от 64 до 77 % всего клеточного цикла.
Физиолого-биохимические свойства группы разнообразны: среди кренархеот есть ацидофилы и нейтрофилы, строгие и факультативные анаэробы и строгие аэробы, хемолитоавтотрофы и хемоорганотрофы. Многие кренархеоты используют серу в метаболизме. Наиболее общий энергетический процесс у кренархеот выглядит как H2 + S0 → H2S.
Первоначально кренархеот отделили от остальных архей на основании последовательностей рРНК. В дальнейшем было показано, что кренархеоты также отличаются от других архей отсутствием гистонов, однако впоследствии у некоторых кренархеот они были выявлены.

## Среда обитания
Впервые представители кренархеот были обнаружены в проточной горячей воде. Сегодня их находят в термальных источниках, вулканических котлах и почвах вулканических полей на суше и горячих ключах, «чёрных курильщиках», мини-вулканах и илах в геотермальных участках под водой. Таким образом, предполагали, что в состав кренархеот входят только термофильные и гипертермофильные организмы.
Однако в 1996 году был обнаружен психрофильный вид Crenarchaeum symbiosum, который живёт при 10 °C в ассоциации с морскими губками. Также в составе этого типа архей обнаружены фантомные формы, живущие при температуре до −2 °C.
Сейчас кренархеоты обнаруживают в полевых и лесных почвах, палеопочвах, озёрных осадках, морском детрите и активном иле анаэробных очистных сооружений. Анализ рРНК из разных сред показал, что кренархеоты — самые многочисленные археи в морской среде.
Кренархеоты распространены по всему миру. В частности, они составляют важную часть планктона в полярных, умеренных и тропических водах. Описаны два симбиотических вида кренархеот: один обитает в холодноводной голотурии, а другой был обнаружен в морской губке.

## Систематика и классификация
Согласно некоторым данным, мезофильные морские кренархеоты выделяются в самостоятельный тип Thaumarchaeota, однако на молекулярном уровне отличия между кренархеотами и Thaumarchaeota весьма немногочисленны. В настоящее время близкие друг к другу типы Thaumarchaeota, Aigarchaeota, Crenarchaeota и Korarchaeota выделяются в надтип TACK.
На июнь 2017 года в класс Thermoprotei включают 5—6 порядков:
- Порядок Acidilobales Prokofeva et al. 2009
- Порядок Cenarchaeales[англ.] Cavalier-Smith 2002 — согласно данным NCBI, относится к типу Thaumarchaeota[21]
- Порядок Desulfurococcales Huber and Stetter 2002
- Порядок Fervidicoccales Perevalova et al. 2010
- Порядок Sulfolobales Stetter 1989
- Порядок Thermoproteales Zillig and Stetter 1982 emend. Burggraf et al. 1997

Разделение кренархеот на порядки основано на последовательностях генов 16S рРНК. Самую древнюю эволюционную ветвь кренархеот составляют роды Thermoproteus, Thermofilum и Pyrobaculum.

## Эоцитная гипотеза

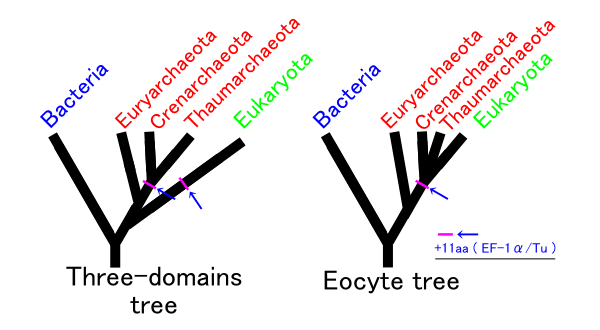
Эоцитная гипотеза. Слева — филогенетическое древо клеточных организмов согласно трёхдоменной системе, справа — согласно эоцитной гипотезе

Так называемая эоцитная гипотеза была предложена в 1980-х Джеймсом Лейком (англ. James Lake). Согласно ей, эукариоты произошли от прокариотических эоцитов (то есть кренархеот). Возможным подтверждением этой гипотезы является наличие гомолога субъединицы Rbp-8 РНК-полимеразы у кренархеот, но не у остальных архей.